# Раттинер, Дэн
Дэн Раттинер (англ. Dan Rattiner, род. 15 августа 1939 года, Нью-Йорк) — американский журналист и газетный издатель, независимый кандидат на президентских выборах 2020 года.

## Биография
Родился 15 августа 1939 года в Нью-Йорке, вырос в деревне в штате Нью-Джерси. Обучался в Millburn High School, в Гарварде и Рочестерском университете.
В Гарварде он был автором журнала «Gargoyle Humor Magazine». Дэн также преподавал творческое журналистское письмо в кампусе Саутгемптонского университета Лонг-Айлендa с 1978 по 1979 год.

## Журналистская деятельность
Карьеру журналиста Дэн начал в 1960 году, будучи учеником колледжа и редактором местной газеты. Во время пребывания в Гарвардском университете являлся одним из издателей юмористического журнала «Горгулья», основанного студентами.
Далее продолжил работать на журналистском поприще, с 1964 года постоянно писал статьи для «The New York Times» и «New York Magazine», также сотрудничал с "The Block Island Times" (региональное СМИ штата Род-Айленд).
В «The New York Times» Раттинер проработал до 1990-х годов, став за это время автором более 300 статей.
Помимо этого являлся ведущим на радиостанции WQXR-FM, осуществляющей свое вещание на территории агломерации Нью-Йорка.
Заметки Дэна также публиковались в американских журналах "The Realist", "Saturday Review", «Esquire», а также в канадской газете «Maclean’s».
Также Раттинер является автором 12 различных книг, включая мемуары.

## Личная жизнь и хобби
Раттинер женат, его супругу зовут Крис Вассерштейн. Дэн занимается фермерством, любит рыбалку.

## Президентская кампания 2020 года
В 2015 году Раттинер заявил о том, что намерен баллотироваться на пост Президента США на выборах 2020 года в качестве независимого кандидата.